# Aksay
Huyện tự trị dân tộc Kazakh-Aksai  (tiếng Trung: 阿克賽哈萨克族自治县; bính âm: Ākèsài Hāsàkèzú Zìzhìxiàn, Hán Việt: A Khắc Tắc Cáp Tát Khắc tự trị huyện) (tiếng Kazakh: اقساي قازاق اۆتونوميالى اۋدانى Ақсай Қазақ аутономиялық ауданы) là một đơn vị hành chính của địa cấp thị Tửu Tuyền, tỉnh Cam Túc, Trung Quốc. Huyện có diện tích 31.374 km² và dân số năm 2004 là 10.000 người. Mã bưu chính của huyện là 736400.

## Hành chính
- trấn Hồng Liễu Loan (红柳湾镇)
- hương A Khắc Kỳ (阿克旗乡)
- hương A Lặc Đằng (阿勒腾乡)